# 7 november
7 november är den 311:e dagen på året i den gregorianska kalendern (312:e under skottår). Det återstår 54 dagar av året.

## Återkommande bemärkelsedagar

### Tidigare nationaldagar
- Sovjetunionens nationaldag (oktoberrevolutionsdagen)

## Namnsdagar

### I den svenska almanackan
- Nuvarande – Ingegerd och Ingela
- Föregående i bokstavsordning
  - Engelbert – Namnet fanns, till minne av en biskop och helgon i Köln, som blev mördad 1225, på dagens datum före 1901, då det utgick. 1986 återinfördes det på 27 april, men utgick återigen 1993.
  - Ingegerd – Namnet infördes på dagens datum 1901 och har funnits där sedan dess.
  - Ingel – Namnet förekom på 1790-talet på 5 september, men utgick sedan. 1986 infördes det på dagens datum, men utgick 1993.
  - Ingela – Namnet infördes på dagens datum 1986 och har funnits där sedan dess.
- Föregående i kronologisk ordning
  - Före 1901 – Engelbert
  - 1901–1985 – Ingegerd
  - 1986–1992 – Ingegerd, Ingel och Ingela
  - 1993–2000 – Ingegerd och Ingela
  - Från 2001 – Ingegerd och Ingela
- Källor
  - Brylla, Eva (red.). Namnlängdsboken. Gjøvik: Norstedts ordbok, 2000 ISBN 91-7227-204-X
  - af Klintberg, Bengt. Namnen i almanackan. Gjøvik: Norstedts ordbok, 2001 ISBN 91-7227-292-9

### Finlandssvenska almanackan
- Nuvarande från 2020[1] – Kevin, Glenn, Erin, Colin
- I föregående revideringar[a][2]
  - 1929–1994 – Botvid
  - 1995–2004 – Glenn
  - 2005–2009 – Glenn, Kevin
  - 2010–2019 – Glenn, Kevin, Erin

## Händelser
- 335 – Athanasios landsförvisas till Trier. Han anklagas för att ha hindrat en flotta med sädesslag att segla till Konstantinopel.
- 680 – Det tredje konciliet i Konstantinopel inleds.
- 921 – De frankiska kungarna Karl den enfaldige och Henrik I av Sachsen undertecknar ett fredsavtal eller en "vänskapspakt" (amicitia) där de båda erkänner gränsen mellan rikena över floden Rhen.
- 1426 – Lam Sơn-upproret: Lam Sơn-rebeller segrar mot Mingarmén i slaget om Tốt Động – Chúc Động, utanför nuvarande Hanoi.
- 1492 – Ensisheimmeteoriten, den första meteorit som observerats och studerats av forskare, träffar jorden på ett vetefält utanför byn Ensisheim i  Alsace, Frankrike.
- 1619 – Elisabet Stuart kröns till drottning av Böhmen.
- 1665 – The London Gazette, världens äldsta officiella tidning, ges ut första gången.
- 1872 – Skeppet Mary Celeste avseglar med en last av råsprit; det försvinner och återfinns en tid senare övergivet under mystiska omständigheter.
- 1905 – Christian Lundeberg avgår som svensk statsminister och efterträds av Karl Staaff.[3]
- 1916 – Woodrow Wilson blir omvald till president i USA.
- 1917 – Oktoberrevolutionen i Ryssland: Bolsjevikerna stormar Vinterpalatset. Denna dag firades från 1918 i Sovjetunionen som "Den stora socialistiska oktoberrevolutionsdagen".
- 1929 – Museum of Modern Art öppnar för allmänheten i New York.
- 1931
  - På årsdagen av oktoberrevolutionen utropas Kinesiska sovjetrepubliken.
  - Den svenska socialdemokratiska ungdomsorganisationen Unga Örnar bildas.
- 1940 – Bron Tacoma Narrows Bridge, utanför staden Tacoma, i nordvästra USA börjar svänga fram och tillbaka, tills den kollapsar.
- 1944 – Franklin D. Roosevelt väljs för fjärde gången till USA:s president.
- 1956 – För att avbryta Suezkrisen antar FN:s generalförsamling en resolution som kräver att Storbritannien, Frankrike och Israel omedelbart återkallar sina trupper från Egypten.
- 1972 – Richard Nixon blir omvald till president i USA, en presidentperiod som slutar med hans tidiga avgång.
- 1987 – I Tunisien störtas presidenten Habib Bourguiba, som ersätts av premiärminister Zayn al-Abidin Ben Ali.
- 1990 – Mary Robinson blir omvald till president i Irland.
- 1996 – NASA skjuter upp Mars Global Surveyor från Cape Canaveral.
- 2000 – George W. Bush väljs till president i USA i ett mycket jämnt och omdiskuterat val.
- 2001 – Belgiens statliga flygbolag Sabena går i konkurs, det första stora europeiska flygbolag att göra så.
- 2004 – Slaget om Falluja börjar i Irak under USA:s operation Phantom Fury under Irakkriget.
- 2007 – En 18-årig man öppnar eld på en grundskola i Jokela i Tusby, Finland, och skjuter ihjäl åtta personer.
- 2012 – En jordbävning drabbar Guatemala, den dödligaste sedan 1976.

## Födda
- 1598 – Francisco de Zurbarán, spansk konstnär.
- 1612 – Pierre Mignard, fransk målare.
- 1787 – Vuk Stefanović Karadžić, serbisk språkreformator.
- 1799 – James Syme, skotsk kirurg.
- 1810 – Ferenc Erkel, ungersk operatonsättare.
- 1827 – Antti Ahlström, finländsk industriman och kommerseråd.
- 1852 – Johan Ramstedt, svensk politiker, Sveriges statsminister från 13 april till 2 augusti 1905.
- 1855 – William D. Jelks, amerikansk politiker, guvernör i Alabama 1901–1907.
- 1860 – Fletcher D. Proctor, amerikansk republikansk politiker, guvernör i Vermont 1906–1908.
- 1864 – Ali Krogius, finländsk kirurg.
- 1867 – Marie Sklodowska Curie, fransk-polsk kemist och fysiker, radiums upptäckare, mottagare av Nobelpriset i fysik 1903 och Nobelpriset i kemi 1911.
- 1878 – Lise Meitner, österrikisk-judisk fysiker.
- 1879 – Lev Trotskij, ukrainsk-sovjetisk politiker och marxistisk teoretiker.
- 1888 – Chandrasekhara Venkata Raman, indisk vetenskapsman och fysiker, mottagare av Nobelpriset i fysik 1930.
- 1890 – Sven Salén, svensk redare, kappseglare, viskompositör och sångare, mottagare av Svenska Dagbladets guldmedalj 1926.
- 1900 – Acharya N.G. Ranga, indisk politiker.
- 1902 – Dagny Lind, svensk skådespelare.
- 1903 – Konrad Lorenz, österrikisk etolog, mottagare av Nobelpriset i fysiologi eller medicin 1973.
- 1907 – Thor L. Brooks, svensk regissör.
- 1913 – Albert Camus, fransk författare, mottagare av Nobelpriset i litteratur 1957.
- 1918 – Billy Graham, amerikansk evangelist
- 1921 – Rune Turesson, svensk skådespelare.
- 1922 – Percy Brandt, svensk skådespelare.
- 1923
  - Tjadden Hällström, svensk skådespelare, revyförfattare och komiker.
  - Hasse Tellemar (f. Andersson), svensk musiker och radioman.
- 1927 – Gertie Lindgren, svensk kostymör, konstymtecknare för filmer och teater.
- 1929
  - Erik Gunnar Eriksson, grundare av hjälporganisationen Hoppets Stjärna.
  - Eric R. Kandel, österrikisk-amerikansk fysiolog, mottagare av Nobelpriset i fysiologi eller medicin 2000.
- 1932 – Ann-Marie Gyllenspetz, svensk skådespelare.
- 1934 – Jan Allan, svensk kompositör och musiker (trumpet).
- 1935
  - Staffan Heimerson, svensk journalist, utrikeskorrespondent och författare.
  - Lubomír Beneš, tjeckisk animatör och regissör.
- 1937 – Mary Travers, amerikansk sångare i gruppen Peter, Paul and Mary.
- 1942 – Johnny Rivers, amerikansk sångare och gitarrist.
- 1943
  - Silvia Cartwright, generalguvernör på Nya Zeeland 2001–2006.
  - Joni Mitchell, kanadensisk sångare.
  - Michael Spence, amerikansk nationalekonom och ekonomipristagare.
- 1949
  - Su Pollard, brittisk skådespelare och sångare.
  - Annika Åhnberg, svensk politiker, jordbruksminister 1996–1998, ordförande för Rädda Barnen.
- 1950 – Marvin Yxner, svensk skådespelare.
- 1956 – Jonathan Palmer, brittisk racerförare.
- 1957 – Göran Ragnerstam, svensk skådespelare.
- 1961 – Mika Raatikainen, finländsk politiker.
- 1963 – Sam Graves, amerikansk republikansk politiker.
- 1973 – Kim Yoon-jin, sydkoreansk skådespelare.
- 1976
  - Mark Philippoussis, australisk tennisspelare.
  - Jimmy Samuelsson, svensk brottare.
- 1978
  - Cajsalisa Ejemyr, svensk skådespelare och sångare.
  - Line Østvold, norsk snowboardåkare.
  - Rio Ferdinand, engelsk fotbollsspelare.
- 1983 – Patrick Thoresen, norsk ishockeyspelare.
- 1988 – Elsa Hosk, svensk fotomodell.
- 1990
  - David de Gea, spansk fotbollsmålvakt.
  - Daniel Ayala, spansk fotbollsspelare.
- 1996 – Lorde, egentligen Ella Marija Lani Yelich-O'Connor, nyzeeländsk sångerska och låtskrivare.

## Avlidna
- 1632 – Gottfried Heinrich zu Pappenheim, tysk fältherre, riksgreve.
- 1766 – Jean-Marc Nattier, fransk målare.
- 1775 – François Rebel, fransk kompositör.
- 1864 – Samuel Medary, amerikansk demokratisk politiker.
- 1883 – Theodore Fitz Randolph, amerikansk demokratisk politiker och affärsman.
- 1935 – Johan Lindström Saxon, svensk författare, tidningsman, bokförläggare, publicist och sångtextförfattare.
- 1939 – William E. Chilton, amerikansk demokratisk politiker, senator (West Virginia) 1911–1917.
- 1944 – Carl Browallius, svensk skådespelare.
- 1954 – William B. Umstead, amerikansk demokratisk politiker, guvernör i North Carolina 1953–1954.
- 1962 – Eleanor Roosevelt, amerikansk FN-delegat och presidentfru (hustru till Franklin D. Roosevelt).
- 1967 – John Nance Garner, amerikansk demokratisk politiker, USA:s vicepresident 1933–1941.
- 1974 – Karl-Arne Bergman, svensk skådespelare, rekvisitör och inspicient.
- 1975 – Saga Walli, svensk konstnär.
- 1979 – Katarina Jakobsson, svenskt mordoffer - se Kannibalmordet i Malmö.
- 1980 – Steve McQueen, amerikansk skådespelare.
- 1982 – Leo Myhrán, svensk skådespelare och inspicient.
- 1992 – Alexander Dubček, premiärminister i Tjeckoslovakien under den så kallade Pragvåren.
- 1994 – Sten Sundfeldt, svensk diplomat.
- 1998 – Börje Mellvig, svensk skådespelare, manusförfattare, regissör och textförfattare.
- 1999 – Stig Woxther, svensk skådespelare.
- 2000
  - Ingrid av Sverige, drottning av Danmark 1947–1972, gift med Fredrik IX.
  - Chidambaram Subramaniam, indisk politiker.
- 2002 – Rudolf Augstein, tysk tidningsutgivare, grundare av Der Spiegel.
- 2004
  - Howard Keel, amerikansk skådespelare och musikalartist.
  - Krister Hagéus, svensk filmproducent och produktionsledare.
- 2005 – Thord Carlsson, 74, svensk radioman.
- 2007 – Pekka-Eric Auvinen, 18, finsk massmördare.
- 2008 – Arne Argus, 83, svensk idrottsledare.
- 2009 – May Nilsson, 88, svensk utförsåkare.
- 2011
  - Lisbeth Movin, 94, dansk skådespelare.
  - Joe Frazier, 67, amerikansk boxare, tungviktsvärldsmästare 1970–1973.
- 2012 – Carmen Basilio, 85, amerikansk proffsboxare.
- 2015 – Carl-Åke Eriksson, 80, svensk skådespelare.
- 2016
  - Jayawantiben Mehta, 77, indisk politiker.
  - Leonard Cohen, 82, kanadensisk sångare.
  - Janet Reno, 78, amerikansk demokratisk politiker, USA:s justitieminister 1993–2001.
- 2020 – Edward J. Perkins, 92, amerikansk diplomat, USA:s FN-ambassadör 1992–1993.
- 2021
  - John Butterfill, 80, brittisk konservativ parlamentsledamot 1983–2010.
  - Dean Stockwell, 85, amerikansk skådespelare.